# La Florida del Inca
La Florida del inca es el título de un libro histórico-literario escrito por el Inca Garcilaso de la Vega, el primer mestizo peruano e hispanoamericano de renombre intelectual. Fue publicada en 1605, en Lisboa, Portugal. En ella el autor narra básicamente la expedición del conquistador español Hernando de Soto a la península de la Florida, en el sub-continente norteamericano (1539-1542). Su calidad literaria y su originalidad han sido reconocidas por la crítica en general.

## Publicación
Garcilaso de la Vega, hijo de un conquistador español y una princesa inca, se trasladó a España en 1560. Hacia 1585 se hallaba radicado en Montilla, tiempo en el que empezó a esbozar proyectos literarios enfocados en la historia de América. En la península ibérica se reencontró con el conquistador Gonzalo Silvestre, amigo suyo desde los días en que radicaba en el Cuzco, al cual halló ya viejo y enfermo de bubas. Empezó a visitarle de tarde en tarde, en su retiro de Las Posadas, sosteniendo largas conversaciones que le sirvieron para acopiar datos para su proyectada crónica de la expedición de los españoles a la península de la Florida, en la que participó Silvestre. Posiblemente, por temer la pronta muerte de Silvestre, adelantó la escritura del libro, y entre 1587 y 1589 concluyó lo que sería la primera redacción de la Historia de la Florida.
En 1591, Garcilaso se trasladó a Córdoba, donde se estableció definitivamente. Por entonces llegó a sus manos las relaciones de Alonso de Carmona y Juan Coles, soldados de la hueste de Hernando de Soto, a base de las cuales compuso lo que podría llamarse la segunda redacción de la Historia de la Florida, corrigiendo y ampliando la primera, redacción que puso término en 1592, tras la muerte de Gonzalo Silvestre. 
Planeaba dedicar la obra a su pariente Garci Pérez de Vargas, para lo cual escribió en 1596 la Genealogía o Relación de la descendencia del famoso Garci Pérez de Vargas (sobre un antepasado común que vivió en el siglo XIII y que fuera un famoso capitán de Fernando el Santo). Pero como por entonces no apareció la Florida, la Genealogía quedó inédita, publicándose recién en el siglo XX.
Finalmente, el 9 de diciembre de 1604, Garcilaso dio poder a Domingo de Silva para que se editase la Florida, la cual apareció al año siguiente en Lisboa, con el título de La Florida del Inca, y dedicada al duque de Braganza, en una magnífica edición de Pedro Crasbeeck.

## Argumento

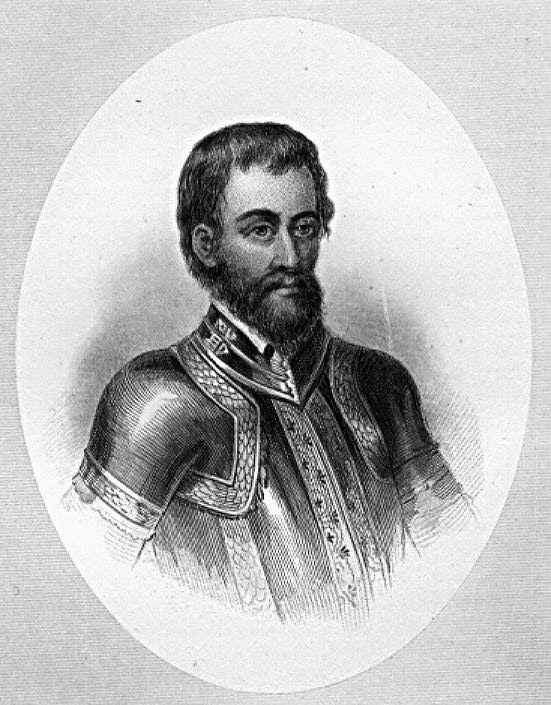
El capitán Hernando de Soto.

La Florida del Inca o Historia de la Florida, relata las andanzas de los aventureros españoles en la península de la Florida, encabezados primero por el capitán Hernando de Soto, y luego, por Luis de Moscoso, entre 1539 y 1543. Complementa esta narración con la descripción del ambiente geográfico y de las costumbres de los indígenas.
El título completo de la obra, tal como se lee en la portada de la edición princeps, es el siguiente:

Historia del Adelantado Hernando de Soto, Gobernador y Capitán General del Reino de la Florida, y de otros heroicos caballeros españoles e indios, escrita por el Inca Garcilaso de la Vega, capitán de su Majestad, natural de la gran Ciudad del Cuzco, cabeza de los reinos y provincias del Perú.

## Estructura
- Dedicatoria.
- Proemio al lector.
- Libro Primero (15 capítulos).
- Libro Segundo, primera (30 capítulos) y segunda parte (25 capítulos).
- Libro Tercero (39 capítulos).
- Libro Cuarto (16 capítulos).
- Libro Quinto, primera (8 capítulos) y segunda parte (15 capítulos).
- Libro Sexto (21 capítulos).

En total, 169 capítulos, ordenados en seis libros o volúmenes.

## Resumen por libros

### Libro Primero
Menciona a las primeras expediciones de españoles que arribaron a la península de La Florida, entre ellas la encabezada por Pánfilo de Narváez. Luego hace una sumaria descripción geográfica del escenario y de las costumbres de los nativos. Enseguida se enfoca en la expedición de Hernando de Soto, conquistador que ya tenía fama pues había participado anteriormente en la conquista del Perú, donde hizo una fabulosa fortuna, habiendo sido el primero en ver al inca Atahualpa. Soto obtiene la licencia del Rey de España para la conquista de Florida y reúne cerca de 950 españoles, mayormente jóvenes, entusiasmados por la perspectiva de hacerse ricos. Uno de ellos es el soldado Gonzalo Silvestre, a quien Soto llama a su lado. El autor narra los casos extraños de la navegación de España a América; su llegada a Santiago de Cuba, los preparativos de la expedición hacia Florida y finalmente su partida del puerto de La Habana. 

### Primera parte del Libro Segundo
El autor relata la llegada de Hernando de Soto a la Florida, quien halló algunos rastros dejados de la expedición de Pánfilo de Narváez. Supo también de un joven español cautivo entre los indios, de nombre Juan Ortiz, que por voluntad del cacique Hirrihigua se le había perdonado la vida, pero que llevaba una vida muy triste y amarga. Ortiz logró escaparse y tiene la suerte de ser acogido por la generosidad de otro cacique indio, Mucozo. Luego el autor se enfoca en las preparativos que para el descubrimiento hicieron los españoles; los sucesos que acaecieron en las primeras ocho provincias que descubrieron, el doble cruce de la “ciénaga grande”, así como la temeraria y altiva respuesta que les dio el cacique Vitachuco, a quien sus súbditos convencieron de que cambiara de parecer y se hiciera vasallo de los españoles. Vitachuco simuló someterse pero luego armó una rebelión que fue sofocada cruelmente por los españoles, quienes obligaron a sus criados indios a participar en la matanza de los rebeldes. Otra vez preso, Vitachuco planeó una nueva temeridad para huir y encabezar otro alzamiento, atacando personalmente al gobernador, pero fue reducido por los españoles y muerto a estocadas. Luego, los españoles pasaron a otra provincia, llamada Osachile.

### Segunda parte del Libro Segundo
Los españoles arribaron a la provincia de Apalache, donde se enfrentaron en muchas y bravas peleas con los indios. Se relata también los trabajos que pasaron los españoles, bajo el mando de Juan Añasco, en su camino a la costa del mar; así como los sucesos e increíbles padecimientos de treinta caballeros (entre ellos Juan de Añasco y Gonzalo Silvestre), quienes desconociendo el terreno se internaron por zonas agrestes para reunirse con el capitán Pedro Calderón. Reunidos todos, cruzaron nuevamente la ciénaga grande y se internaron en Apalache. El autor hace énfasis en la fiereza de los indios de esa región y narra la prisión de su cacique, quien huye extrañamente. Finaliza resaltando la fertilidad de aquella gran provincia. 

### Libro Tercero
Trata de la salida de los españoles de Apalache; la buena acogida que en cuatro provincias les hicieron; la hambre que en unos despoblados pasaron; la infinidad de perlas y de otras grandezas y riquezas que en un templo hallaron; las generosidades de la señora de Cofachiqui y de otros caciques, señores de vasallos. Los españoles se confiaron en las muestras de amistad de los indios, hasta que imprevistamente sufrieron el ataque de estos, trabándose una batalla muy sangrienta en Mauvila. Los españoles quedaron muy maltrechos y algunos soldados, hartos de tanto sufrimiento, planearon un motín, del que se enteró el gobernador, desembarazándose el mismo. En este punto el autor cuenta sobre las leyes de los indios contra las adúlteras. Los españoles salieron de Mauvila y entraron en Chicaza, haciendo piraguas para cruzar un río grande. En Chicaza trabaron otra batalla muy brava con los indios, que se libró de noche. Se cuentan otros hechos notables que ocurrieron en Chicaza y de una defensa que un español inventó contra el frío.

### Libro Cuarto
Trata del combate del fuerte de Alibamo; la muerte de muchos españoles por falta de sal; cómo llegan a Chisca y pasan el Río Grande; indios y españoles hacen una solemne procesión para adorar la cruz, pidiendo a Dios mercedes; la cruel guerra y saco entre Capaha y Casquin; hallan los españoles invención para hacer sal; la fiereza de los tulas, en figuras y armas; un regalado invierno que los castellanos tuvieron en Utiangue.

### Primera parte del Libro Quinto
Donde se hace mención de la entrada de los españoles en Naguatex, y sobre un español, Diego de Guzmán, que decidió quedarse entre los indios, prendado de la hija del cacique lugareño. Se relata además sobre un largo viaje de los castellanos, que atravesaron ocho provincias; la enemistad y guerra cruel entre los indios guacoyas y anilcos. Sucedió por entonces la muerte del gobernador Hernando de Soto, víctima de unas fiebres, y quien por voluntad testamentaria dejó como su sucesor a Luis de Moscoso (1542). Finaliza describiendo los dos entierros que los españoles hicieron a Soto, cuyo cuerpo terminó reposando bajo las aguas del Río Grande (el Mississipi).

### Segunda parte del Libro Quinto
Refiere cómo los españoles al mando de Moscoso determinaron abandonar Florida, tomando el camino hacia el poniente, engañados por un guía indio que les informó que por esas regiones había ya españoles, que supusieron venían de México. Después de recorrer cien leguas en medio de áridas regiones, padeciendo hambre y sed, y sin hallar lo esperado, los españoles sospecharon la traición del indio y lo sometieron a torturas para que confiese. El indio dijo entonces que había sido obligado a mentir por su cacique para que así los españoles se adentraran a unas regiones desérticas y se debilitaran y pudiera ser más fácil cercarlos y exterminarlos. Furiosos, los españoles aperrearon al indio y emprendieron el viaje de vuelta hasta el Río Grande, donde decidieron construir siete bergantines para remontar la corriente y salir hacia el mar. Luego se menciona sobre la liga de diez caciques que se armó contra los castellanos, de la que estos se enteran por intermedio del general indio Anilco, vasallo del cacique del mismo nombre, quienes se niegan a integrar dicha liga y hacen amistad con los españoles, ayudándoles a construir los bergantines. Otro cacique amigo de los españoles es Guachoya, quien habla mal del general Anilco, el cual, ofendido, le reta a combate singular; sin embargo, presionados por los españoles, se amistan. Luego sucede una brava creciente del Río Grande y se apresura la construcción de los bergantines. Los caciques de la liga antiespañola apresuran también sus preparativos y deciden enviar a sus embajadores a los españoles en demanda de falsa amistad, lo cual sería la señal del levantamiento general, cuyo caudillo era Quigualtanqui. El general Anilco se entera de dicho plan y lo comunica al gobernador Moscoso, quien toma las diligencias necesarias. Los embajadores de la liga son apresados y en castigo se les corta las manos, lo que provoca que la liga se deshaga y que cada cacique decida retornar a su tierra, al ver descubierto el plan. Prosiguen los preparativos de los bergantines, los cuales quedan listos para iniciar la navegación por el río.

### Libro Sexto
Menciona la elección de los capitanes españoles para los bergantines que se disponían a navegar en el Río Grande; la multitud de las canoas tripuladas por indios que salieron contra los españoles; el orden y la manera de su pelear de los indios, que duró once días sin cesar; la muerte de cuarenta y ocho castellanos por el desatino de uno de ellos; la vuelta de los indios a sus casas; la navegación de los españoles hasta desembocar en el mar; una lucha que tuvieron con los indios de la costa; los sucesos de cincuenta y cinco días de su navegación, sufriendo bravas tormentas, hasta llegar a Pánuco; las muchas pendencias que hubo entre ellos; la buena acogida que se les brindó en la ciudad de México y donde dieron cuenta al virrey Antonio de Mendoza de los sucesos notables que ocurrieron en la expedición. Finalmente se detalla cómo los sobrevivientes se esparcieron por diversas partes del mundo. 

## Propósito
El principal objetivo de esta obra, como su mismo autor lo indicó, era exhortar a la Corona española a una conquista definitiva de la Florida y a la evangelización de sus habitantes. Para Garcilaso, era de suma importancia que la región fuese incorporada al imperio español, pues concebía a España como extremidad de la providencia en el mundo.

## Crítica
En este relato extenso, Garcilaso trasluce su formación humanística y su lectura de los clásicos, así como sus condiciones de eximio narrador. Su historia pretende ser objetiva y veraz, lo que se suma a su afán estético, que da al relato una frescura inusitada.

Se ha señalado el valor épico de esta obra que contiene comparaciones homéricas, "llaneza sublime y heroico candor". Ventura García Calderón la llamó "Araucana en prosa" y Riva Agüero añade que es "una epopeya real y efectiva", "desnuda del aparato de la versificación y de invenciones fabulosas", "limpia de estilo" y "con extraordinaria eficacia poética". Porras Barrenechea manifiesta que la Historia de la Florida califica a Garcilaso "entre los mayores cronistas de América y entre los más gallardos cultivadores de la prosa castellana, según el veredicto magistral de Menéndez y Pelayo".

José Durand Flórez, otro notable garcilasista, se encargó de difundir los valores más saltantes que encierra la obra, que injustamente fue opacada por los Comentarios reales de los incas, la siguiente obra que publicaría el inca historiador.

## Ediciones
Luego de la edición princeps de 1605, apareció una segunda edición de esta obra en Madrid, en 1723, a la que iba añadida una copiosa Tabla de Cosas Notables y un ensayo cronológico sobre los acontecimientos sucedidos hasta el año 1722.
Otras ediciones:
- 1829. Imprenta de los hijos de Doña Catalina Piñuela, calle del Amor de Dios, n.º 14, Madrid.
- 1921. Oxford, Universty Press. Trozos escogidos, seleccionados por Julia Fitzmaurice-Kelly.
- 1925. París. Anécdotas escogidas; selección y prólogo de Ventura García Calderón.
- 2009. Lima, Universidad Inca Garcilaso de la Vega[2]